# Linia kolejowa 115 Mátészalka – Ágerdőmajor
Linia kolejowa Mátészalka – Ágerdőmajor – linia kolejowa na Węgrzech. Jest to linia jednotorowa, nie zelektryfikowana.

## Historia
Linia została oddana do użytku 27 września 1905 roku.